# Passiflora micropetala
Passiflora micropetala Mart. ex Mast. – gatunek rośliny z rodziny męczennicowatych (Passifloraceae Juss. ex Kunth in Humb.). Występuje naturalnie w Panamie, Kolumbii, Ekwadorze, Peru, Boliwii oraz Brazylii. Jednak niektóre źródła wykluczają występowanie tego gatunku w ostatnim z wymienionych państw.

## Morfologia
PokrójZdrewniałe, trwałe, owłosione liany.
LiściePodwójnie lub potrójnie klapowane, ścięte lub sercowate u podstawy. Mają 2–8 cm długości oraz 3–9,5 cm szerokości. Całobrzegie, z tępym lub ostrym wierzchołkiem. Ogonek liściowy jest owłosiony i ma długość 50 mm. Przylistki są szczeciniaste, mają 1–2 mm długości.
KwiatyPojedyncze. Działki kielicha są owalnie lancetowate, mają 1,4 cm długości. Płatki są owalnie lancetowate, mają 1 cm długości. Przykoronek ułożony jest w dwóch rzędach, ma 1–9 mm długości.
OwoceSą jajowatego lub prawie kulistego kształtu. Mają 1,6–2,6 cm długości i 1,2–2,2 cm średnicy.